# Sydney International Aquatic Centre
Sydney International Aquatic Centre är en simhall i Sydney i Australien som för tillfället kan ta emot 10 000 åskådare, med utökad kapacitet 17 500, och som stod klar 1994. Den byggdes för att stå värd för simtävlingarna under Olympiska sommarspelen 2000.